# 潘重規
潘重規（1908年2月14日—2003年4月24日），安徽婺源人，本名崇奎，乳名夢祥，章太炎在大學時為他易名為重規。黃侃為其起字為襲善，又自號石禪。

## 生平
1925年贛州中學畢業后，1926年入讀東南大學中文系，1930年畢業。
同年秋天回到武漢任湖北高中教員，1932年應黃侃邀請回到中央大學（1928年時東南大學更名為中央大學）任助教，不久和黃侃女兒黃念容結婚。
1935年黃侃病逝，他協助了黃家的葬事。
1937年，中央大學西遷至重慶沙坪壩，他也隨校入川。
1939年至四川三台縣任東北大學中文系副教授，1943年往成都任四川大學中文系教授，1944年兼任主任。
1946年4月離開成都，往安徽大學任中文系主任，教授。1947年赴新加坡任南洋大學教授。
1949年3月底前往香港，同年5月任香港中文大學新亞書院中文系教授，不久兼主任、院長。
1951年前往台灣，任國立師範大學國文系主任，兼研究所所長。1962年又回到香港任新亞書院中文系教授。
1973年往法國任巴黎第七大學客座教授，兼任中國文化學院中文研究所所長。1974年往台北任東吳大學講座教授、國立師範大學教授。同年得到法蘭西文學院的儒莲奖。
1978年退休，同年6月妻子黃念容去世。
2003年4月去世。